# Hospodárske noviny
Hospodárske noviny jsou jeden z hlavních slovenských deníků.

## Historie deníku
Noviny byly založeny na Slovensku v lednu 1993. Vycházejí od pondělí do pátku. Obecně jsou považovány za jedny z nejkvalitnějších slovenských novin, ale mají nižší náklad oproti ostatním významným slovenským novinám, zejména oproti SME a Pravdě.
Hospodárske noviny byly de facto sesterskými novinami českých Hospodářských novin . Do roku 2013 totiž český i slovenský protějšek patřily pod nakladatelství Economia , nyní však noviny patří pod vydavatelství Mafra Slovakia. Vydavatelství Mafra Slovakia patří do holdingu Agrofert, který vlastní Andrej Babiš . Economia v roce 2013 prodala svojí slovenskou část Ecopress a.s. a Ecopress byl po koupi českého vydavatelství Mafra Agrofertem včleněn pod vydavatelství Mafra jako Mafra Slovakia (od 1.1.2015) .